# Phrygilus carbonarius
Phrygilus carbonarius là một loài chim trong họ Thraupidae.